# Brückenmühlenschleuse
Die Brückenmühlenschleuse ist eine denkmalgeschützte Schleuse an einem Nebenarm der Saale in der Stadt Weißenfels in Sachsen-Anhalt. Im örtlichen Denkmalverzeichnis ist das Gebäude unter der Erfassungsnummer 094 66140 als Baudenkmal verzeichnet.

## Geschichte
Die Brückenmühlenschleuse wurde im Rahmen des Großprojektes der Schiffbarmachung von der Saale bis zur Unstrut gebaut. Die Fertigstellung der Schleuse war in den 1790er Jahren. Sie ist neben der Beuditzmühlenschleuse und der Herrenmühlenschleuse eine von drei Schleusen im Weißenfelser Stadtgebiet.
- Siehe auch: Liste der Schleusen der Saale